# Skiflug-Weltmeisterschaft 1992
Die 12. Skiflug-Weltmeisterschaft sollte vom 21. bis 22. März 1992 im tschechoslowakischen Harrachov auf der Skiflugschanze Čerťák K-180 stattfinden. Damit fand die Skiflug-WM zum zweiten Mal nach 1983 in Harrachov statt. Die Weltmeisterschaft sollte zwei Einzel-Weltcupspringen umfassen. Für das WM-Ergebnis sollten dabei die Punkte (Haltungs- und Weitenpunkte) aus den beiden Wettbewerben addiert werden. Der Wettbewerb am 22. März wurde jedoch aufgrund starken Windes abgebrochen. Daher zählte nur der erste Wettbewerb vom 21. März für die WM-Wertung.

## Ergebnis
Im Einzelwettbewerb wurde der Japaner Noriaki Kasai vor dem Österreicher Andreas Goldberger und dem Italiener Roberto Cecon Weltmeister. Kasai war der erste Titelträger im V-Stil. Da die WM-Ergebnisse in der Weltcupwertung berücksichtigt wurden, gelang dem Japaner hier zugleich sein erster Weltcupsieg. Neben seinem Landsmann Kazuyoshi Funaki im Jahr 1998 ist er auch der einzige Nichteuropäer, der bei einer Skiflug-WM auf dem Podest landete.
| Platz | Sportler             | Nation | Punkte |
| ----- | -------------------- | ------ | ------ |
| 01.   | Noriaki Kasai        | JPN    | 392,5  |
| 02.   | Andreas Goldberger   | AUT    | 377,0  |
| 03.   | Roberto Cecon        | ITA    | 376,0  |
| 04.   | Tomáš Goder          | TCH    | 347,0  |
| 05.   | Christof Duffner     | GER    | 337,0  |
| 06.   | Martin Trunz         | SUI    | 330,5  |
| 06.   | Samo Gostiša         | SLO    | 330,5  |
| 08.   | Mikael Martinsson    | SWE    | 327,0  |
| 09.   | Ivan Lunardi         | ITA    | 316,0  |
| 10.   | Jaroslav Sakala      | TCH    | 314,5  |
| 11.   | Espen Bredesen       | NOR    | 312,0  |
| 12.   | Ole Gunnar Fidjestøl | NOR    | 307,5  |
| 13.   | Magne Johansen       | NOR    | 306,0  |
| 14.   | Jiří Parma           | TCH    | 302,0  |
| 15.   | Ralph Gebstedt       | GER    | 299,5  |
| 16.   | Staffan Tällberg     | SWE    | 297,5  |
| 17.   | Igor Strgar          | SLO    | 292,5  |
| 18.   | Werner Rathmayr      | AUT    | 285,5  |
| 19.   | Masahiko Harada      | JPN    | 283,5  |
| 20.   | Stephan Zünd         | SUI    | 282,5  |
| 21.   | Kenji Suda           | JPN    | 279,0  |
| 22.   | Ivo Pertile          | ITA    | 275,0  |
| 23.   | Markus Gähler        | SUI    | 270,0  |
| 24.   | Ted Langlois         | USA    | 267,0  |
| 25.   | Stefan Horngacher    | AUT    | 266,0  |
| 26.   | Goran Janus          | SLO    | 260,5  |
| 27.   | Matjaž Zupan         | SLO    | 259,5  |
| 28.   | Jan Boklöv           | SWE    | 255,0  |
| 29.   | Per-Inge Tällberg    | SWE    | 253,0  |
| 30.   | Yvan Vouillamoz      | SUI    | 251,5  |
| 31.   | Andreas Felder       | AUT    | 243,5  |
| 32.   | František Jež        | TCH    | 212,0  |
| 33.   | Andrei Sagrjaschski  | CIS    | 171,0  |
| 34.   | Jim Holland          | USA    | 134,0  |
| 35.   | Jirō Kamiharako      | JPN    | 066,5  |
| 36.   | Werner Haim          | AUT    | 000,0  |
| 36.   | Jiří Raška jr.       | TCH    | 000,0  |

Haim und Raška traten nur am zweiten Wettkampftag an, dessen Sprünge jedoch nicht gewertet wurden.

## Medaillenspiegel
| Platz  | Land       | Gold | Silber | Bronze | Gesamt |
| ------ | ---------- | ---- | ------ | ------ | ------ |
| 1.     | Japan      | 1    | 0      | 0      | 1      |
| 2.     | Österreich | 0    | 1      | 0      | 1      |
| 3.     | Italien    | 0    | 0      | 1      | 1      |
| Gesamt | Gesamt     | 1    | 1      | 1      | 3      |